# パレスチナ自治政府
パレスチナ自治政府（パレスチナじちせいふ、アラビア語: السلطة الوطنية الفلسطينية, as-Sulṭa al-Waṭanīya al-Filasṭīnīya、英語: Palestinian National Authority, Palestinian Authority、公式にはパレスチナ国）は、ヨルダン川西岸地区の一部を統治するパレスチナ人による政府である。1994年にパレスチナ解放機構（PLO）とイスラエルのオスロ合意に基づき、独立したパレスチナ人の国家となるべく設立された。
パレスチナ自治政府の「事実上の首都」はラマッラー。一方、パレスチナ自治政府の基本法によると、パレスチナ自治政府の「名目上の首都」は東エルサレムと規定されている。
互いに飛び地になっている2地区のうち、ガザ地区は2007年にハマースの実効支配下となった。ヨルダン川西岸にはユダヤ人入植地が多数つくられたままでイスラエル国防軍が活動しており、パレスチナ自治政府の権力は制約されている。パレスチナ人民からはイスラエルと結託した腐敗組織とみなされており、支持されていない。2023年3月の調査によれば、パレスチナ人の63%はパレスチナ自治政府は「パレスチナ人にとって障害である」と考えている。
2023年パレスチナ・イスラエル戦争発生後においても、イスラエルとの和平によるパレスチナとの2国家共存、ガザ地区統治への関与回復を掲げている。

## 歴史
パレスチナ自治政府はオスロ合意により、1994年に設立された。自治政府が安全保障と文民統制を管轄する都市区域（エリアA）、文民統制のみ行なう辺境区域（エリアB）がある。残りの地域のユダヤ入植地、ヨルダン谷、及びパレスチナ地区を結ぶバイパス道路はイスラエル管轄区域（エリアC）である。
発足当初の1996年の第1回総選挙ではヤーセル・アラファートが88.2％の得票率で初代大統領に選出され、アラファート率いるファタハが立法評議会選挙で定数88議席のうち55議席を確保して政権を運営していたが、縁故採用や汚職が相次いだことで徐々に支持を失い、アラファート死後の2006年に実施した2回目の総選挙ではハマースが第1党となった。アラファートの後継者として大統領に就任したファタハ議長のマフムード・アッバースとハマースの内閣は度々対立し、2006年にガザ地区でファタハとハマースの武装組織が衝突し、ハマースはガザを武力制圧した。アッバースはハマースのイスマーイール・ハニーヤを首相職から解任したが、ハニーヤは拒否し、ハマースが支配するガザ地区とファタハが支配するヨルダン川西岸地区は2007年以降分裂状態となっている。
イスラエルを含む多くの国家が西岸地区の自治政府を承認した一方、イランやシリア、スーダンはガザ地区の自治政府を承認した。
2012年11月29日には国連総会においてパレスチナ解放機構を「オブザーバー組織」から「オブザーバー国家」に格上げする決議案が賛成多数で承認され、国連では「国家」の扱いを受けることとなった。それを契機とし、2013年1月3日、マフムード・アッバース大統領は公式文書においてパレスチナ国という名称を用いるよう命令した。
2014年に分裂状態が解消され同年6月2日暫定統一政府が発足した（首相は西岸側のラーミー・ハムダッラーが続投）。しかし暫定統一政府は長続きしなかった。

## 政治
元首は大統領で任期4年、パレスチナ人による直接選挙で選出される。
立法機関はパレスチナ立法評議会である。定数132名で任期は4年、大選挙区制を採用している。
行政機関は、首相率いる内閣が組織する。任免権は大統領にある。

## 主な政党
- ファタハ：中道左派、対イスラエル穏健派
- ハマース：イスラーム主義、対イスラエル強硬派（現在は1967年の停戦決議｟安保理決議242｠に基づく国境線を容認する姿勢を見せている。イスラエル承認は拒否の構え）
- パレスチナ解放人民戦線（PFLP）：極左、共産主義、対イスラエル強硬派（PLO内反主流派最大勢力）
- パレスチナ解放民主戦線（DFLP）：左派、共産主義
- パレスチナ人民党：共産主義、対イスラエル穏健派

など

## 経済

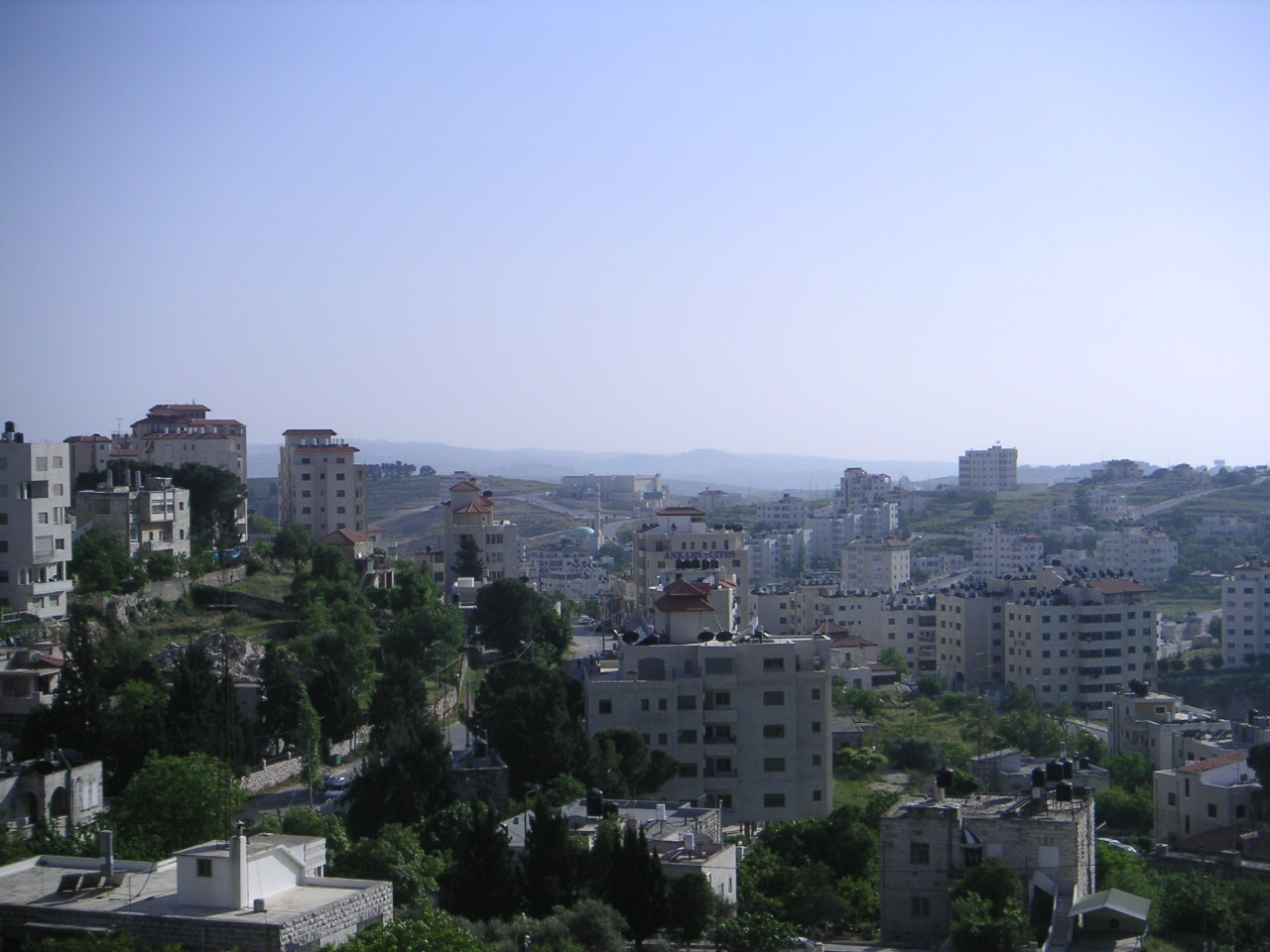
ヨルダン川西岸地区の中核都市ラマッラー